# جان ميشيل رايموند
جان ميشيل رايموند (24 أغسطس 1959 في كوليا) (بالإنجليزية: Jean-Michel Raymond )‏ لاعب كرة قدم فرنسي الجنسية جزائري المولد معتزل كان يجيد اللعب في مركز حارس مرمى . أثناء تواجده في نادي ليون جلس احتياطيا للأساسي سلوبودان توبالوفيتش .

## روابط خارجية
- جان ميشيل رايموند على موقع قاعدة بيانات كرة القدم.إي يو (الإنجليزية)